# عاكسية بوند
عاكسية بوند التي سُميت على اسم عالم الفلك الأمريكي جورج فيليبس بوند (1825-1865)، هي جزء من القوة الناتجة عن سقوط الإشعاع الكهرومغناطيسي على جسم فلكي مبعثر في الفضاء. تُعد عاكسية بوند قيمة ضرورية لتحديد مقدار الطاقة التي يمتصها الجسم، وذلك نظرًا لأنها تقيس كل الضوء المنعكس من الجسم في جميع الأطوال الموجية وجميع زوايا الطور. يُعتبر هذا بدوره أمر بالغ الأهمية لتحديد درجة حرارة توازن الجسم.
تأتي البيانات الوحيدة الموثوقة لقياس عاكسية بوند من مركبة فضائية، وذلك نظرًا لأن الأجسام الموجودة في النظام الشمسي الخارجي تُلاحظ دائمًا عند زوايا طور قريبة من الأرض.

## تكامل الطور
ترتبط عاكسية بوند (A) بالعاكسية الهندسية (p) بواسطة العلاقة:
{\displaystyle A=pq}
يُطلق على (q) تكامل الطور، وتعطى بدلالة التدفق المتناثر الاتجاهي في زاوية الطور (α).
{\displaystyle q=2\int _{0}^{\pi }{\frac {I(\alpha )}{I(0)}}\sin \alpha \,d\alpha .}
إن زاوية الطور α)) هي الزاوية بين مصدر الإشعاع (عادةً ما تكون الشمس) واتجاه الرصد، وتختلف بدءًا من الصفر بالنسبة للضوء المتناثر نحو المصدر إلى 180 درجة للرصدات التي تتجه نحو المصدر. تكون الزاوية مثلًا صغيرة جدًا أثناء النظر إلى القمر المكتمل، في حين تكون عند العناصر ذات الإضاءة الخلفية أو الهلال قريبة من 180 درجة.

## أمثلة
تُحدد عاكسية بوند قيمة تمامًا بين 0 و 1، وتشمل كل الضوء المتناثر المحتمل (ولكن ليس الإشعاع من الجسم نفسه). هذا على عكس التعاريف الأخرى للعاكسية مثل العاكسية الهندسية التي يمكن أن تكون أعلى من 1. قد تكون عاكسية بوند أكبر أو أصغر من العاكسية الهندسية، وذلك اعتمادًا على خصائص السطح والغلاف الجوي للجسم المعني.